# آلبرت برتلین
آلبرت برتلین (انگلیسی: Albert Bertelin; ۲۶ ژوئیهٔ ۱۸۷۲ – ۱۹ ژوئن ۱۹۵۱) آهنگساز اهل فرانسه بود.
وی همچنین برندهٔ جوایزی همچون جایزه بزرگ رم شده‌است.